# Robert Alfonso
Robert Leodan Alfonso Acea (født 11. november 1986 i Havana) er en cubansk amatørbokser, som konkurrerer i vægtklassen super-sværvægt. Alfonso har ingen større internationale resultater, og fik sin olympiske debut da han repræsenterede Cuba under Sommer-OL 2008. Her blev han slået ud i første runde af Vyacheslav Glazkov fra Ukraine i samme vægtklasse. Han har også en guldmedalje fra de Panamerikanske lege i 2007.